# 屏東 (大字)
屏東，原稱阿緱，是臺灣屏東縣屏東市的一個傳統地域名稱，位於該市中部略偏東北。相較於今日行政區，其範圍大致包括建國里北半部、擇仁里、勝豐里、慶春里、金泉里、楠樹里、平和里、扶風里不含東部、安樂里、興樂里不含東北端、溝美里西南部、斯文里不含東部及北端、太平里不含西端、明正里不含北端、泰安里南大半部、端正里、文明里、武廟里、大同里、崇智里不含西南部、必信里北端、崇禮里、光榮里、民權里、大埔里、維新里、永城里不含東北半部及西北端、潭墘里東南部、永順里不含西南端。

## 歷史
台灣日治初期，屏東地區為一街庄，稱為「阿緱街」，隸屬於港西中里。該街西邊及北邊中、西段與崇蘭庄為鄰，北邊東段與海豐庄為鄰，東邊與火燒庄為鄰，南邊東段為歸來庄為界，南邊中、西段為頭前溪庄。
1901年（日治明治34年）11月，全台設置二十廳，該街隸屬於阿緱廳。1909年（明治42年）10月，合併二十廳為十二廳，該街仍隸屬於阿緱廳。1920年（大正9年），廢十二廳改設五州二廳，該街改制並改名為「屏東」大字，隸屬於高雄州屏東郡屏東街。1933年（昭和8年）12月，屏東街升格為州轄屏東市。
戰後屏東市改制為省轄市，隸屬於高雄縣，並將市區劃分為東區、南區、北區、中區，大字亦改制為里。1946年4月，原屬高雄縣之萬丹鄉、長興鄉（含今麟洛鄉）、九塊鄉劃入屏東市，改稱萬丹區、長治區、九如區。1950年10月，高、屏分治，屏東市改制為縣轄市，隸屬於屏東縣，並將萬丹區、長治區、九如區劃出，改制為萬丹鄉、長治鄉、九如鄉。

## 聚落
本地區發展較早的聚落有阿緱、大埔等，在日治期初期的官方地圖上已有記載。

## 交通
- 台鐵屏東車站
- 省道台3線
- 省道台24線
- 省道台27線

## 學校
- 國立屏東女中
- 屏東縣立大同高中
- 屏東縣立仁愛國小
- 屏東縣立中正國小
- 屏東縣立唐榮國小

## 廟宇
- 慈鳳宮（媽祖廟，其媽祖被稱為「阿猴媽祖」）